# Heinrich Weipert
Heinrich Weipert (* 12. Juni 1856 in Hanau; † 4. April 1905 in Bordeaux) war ein deutscher Jurist, Dozent an der Universität in Tokio, Japan. Er publizierte über Themen des japanischen Rechts, der Kultur, war als Berater und Konsul in Tokyo, Seoul und Bordeaux eingesetzt.

## Leben und Berufsausbildung
Heinrich Weipert wurde als Sohn eines Pfarrers geboren, wuchs in Kassel auf und besuchte hier auch die Schule. Nach seinem Schulabschluss 1874 nahm er ein Jurastudium an der Universität Leipzig  auf und wechselte 1876 an die Universität Marburg. Ein Jahr darauf bestand er die 1. Juristische Staatsprüfung und war dann als Referendar und Assessor am Oberlandesgericht in Kassel tätig. Daran im Anschluss absolvierte er 1883 seine 2. Juristische Staatsprüfung. Im gleichen Jahr schied er aus dem Staatsdienst aus. Seine Promotion erfolgte am 18. April 1884 an der Universität Jena. Kurz darauf erhielt er eine Einladung nach Japan.

## Wirken in Japan
Im Jahr 1886 reiste Weipert nach Tokio und begann hier am 11. November an der kaiserlichen Universität als Dozent für Recht. Sein Vertrag war für den Zeitraum von drei Jahren abgeschlossen. Zu seinen Lehrfächern gehörte das deutsche und das Römische Recht. Die Vorlesungen zum römischen Recht hielt er auf Englisch, die Vorlesungen über die römischen Panteken hielt er auf Deutsch, ebenso die Vorlesungen über das preußische Privat- und Handelsrecht. Außerdem lehrte er noch an der Deutschen Vereinsschule in Tokyo. Hier hielt er Spezialkurse zur Rechtswissenschaft. Doch von Beginn an setzte er sich intensiv mit der japanischen Sprache, dem japanischen Recht und der Kultur auseinander. Sein großes Interesse daran kam daher, dass er die japanische Rechtsauffassung verstehen, dazu die Fachbücher und die Quellen für das Recht in Japanisch lesen wollte. Darüber hinaus hatte er einen großen Antrieb mit japanischen Menschen in Kontakt zu kommen, mit ihnen kommunizieren zu können. Bereits in den ersten Wochen seines Aufenthaltes lernte er den Historiker Ludwig Riess (1861–1928) kennen, der ebenfalls als deutscher Wissenschaftler an der Universität Tokyo tätig war. Mit ihm und dem Geschäftsträger an der deutschen Gesandtschaft in Tokyo, Theodor von Holleben (1838–1913) verband ihn bald eine enge Freundschaft. Dieser charakterisierte Weipart mit den Worten: „er hat sich sofort, aus eigenem Antrieb, auf das Sprachstudium geworfen, obwohl er kaum annehmen konnte, dass seine Wirksamkeit länger als drei Jahre dauern würde“. Im gleichen Jahr lernte er die Japanerin Kojima Sato kennen. Mit ihr gemeinsam hatte er die Tochter Hanna.
Von Beginn an war für Weipert die in Tokyo ansässige Deutsche Gesellschaft für Natur- und Völkerkunde Ostasiens (OAG) eine wichtige Begegnungsstätte, deren ordentliches Mitglied er wurde. Im Jahr 1887 erschien sein, bereits in Deutschland vorbereitetes Buch „Beitrag zur Lehre von der stillschweigenden Servitutsbestellung“. Weitere Publikationen folgten, nun aber über japanische Themen wie zum „Japanischen Familien- und Erbrecht“ 1889, über „Literatur. Deutsche Werke über japanische Sprache“ 1890. Im Jahre 1889 wurde Weiperts Vertrag mit der Universität auf drei weitere Jahre verlängert. Doch bereits ein Jahr später beendete er am 7. August 1890 diesen Vertrag von sich aus, weil er das Empfinden hatte, dass seine Position unsicher, er von den Launen der japanischen Behörden zu abhängig sei. Vermutlich durch die Unterstützung Theodor von Holleben trat er daraufhin in den diplomatischen Dienst ein. Dank seiner guten Sprachkenntnisse im Japanischen, seiner Vertrautheit mit der Kultur und Geschichte Japans wurde er Konsul an der deutschen Gesandtschaft in Tokyo. In dieser Position konnte er durch seine Erfahrungen der letzten Jahre und das juristische Fachwissen sowohl aus Sicht der deutschen. als auch der japanischen Seite die Arbeit an der Botschaft unterstützen. Im Dezember 1892 übernahm von Holleben neue Aufgaben und Geschäftsträger der Gesandtschaft wurde Felix Freiherr von Gutschmidt (1843–1905). Von diesem erhielt Weipert 1895 den Auftrag in einer schwierigen Situation Unterstützung zu geben. Dabei ging es um wichtige diplomatische und politische Schritte zur Revision des zwischen China und Japan geschlossenen Friedensvertrages von Shimoneseki. Am 23. April 1895 hatten die Botschafter Russlands und Frankreichs dem japanischen Außenminister eine gemeinsame Erklärung ihrer jeweiligen Regierung überreicht. In dieser Erklärung, die in Französisch übergeben worden war, wurde Japan „freundlich“ aufgefordert, die von ihm besetzte Halbinsel Liadon zurückzugeben. Daraufhin ließ Gutschmidt eine eigene, eine deutsche Erklärung, durch Weipert entwerfen. Diese war von ihm in der lateinischen Romaj-Umschrift angefertigt worden.
Im Jahre 1900 wechselte Weipert den Ort seiner konsularischen Tätigkeit. Er übernahm am 1. April 1900 das deutsche Konsulat in Seoul. Er übernahm das Amt von Felix Reinsdorf (1858–1932). Hier gehörte der deutsche Komponist und Musikdirektor des japanischen Kaiserhauses Franz Eckert (1852–1916) zu seinem engeren Bekanntenkreis. Nach drei Jahren Tätigkeit in Seoul übergab er am 25. April 1903 die Geschäfte an seinen Nachfolger. Von Seoul aus wechselte er an das deutsche Konsulat in Bordeaux.
Am 4. April 1905 setzte Weipert in Bordeaux seinem Leben selbst ein Ende. Sein Freund und früherer Kollege aus der gemeinsamen Arbeit an der Universität in Tokyo, Ludwig Riess, veröffentlichte am 10. Juni 1905 aus diesem Anlass einen Nachruf in der Zeitschrift Deutsche Japan-Post.

## Publikationen
- Beitrag zur Lehre von der stillschweigenden Servitusbestellung. 1887, Nachdruck durch Kessinger legacy Reprints 2010
- Japanisches Familien- und Erbrecht. In: OAG Mitteilungen, Band V, Heft 43, S. 83 ff; 1889/1892
- Literatur. Deutsche Werke über japanische Sprache. In: OAG-Mitteilungen, Band v. Heft 46, S. 277ff., erschienen 1890
- Das Shinto-Gebet der Großen Reinigung. Ein Beitrag zur Geschichte des ältesten japanischen Strafrechts. In: OAG-Mitteilungen, Band VI, Heft 58, S. 365ff.; 1893/1897
- Das Bon-Fest. In: OAG-Mitteilungen, Band VIII, Theil 2; S. 145ff.; 1899/1902